# Wye, Montana
Wye är en ort i Missoula County, Montana, USA.